# Вулиця Українського відродження
Ву́лиця Украї́нського відро́дження — вулиця у Святошинському районі міста Києва, місцевість Катеринівка. Пролягає від Берестейського шосе вздовж межі міста до вулиці Грушевського села Чайки Бучанського району Київської області. 
З парного боку від неї відгалужуються вулиці Східна, Печерська та Валерія Лобановського села Чайки. 

## Історія
Вулиця складала частину Житомирського шосе (від 17 км шосе до межі міста). 1984 року виокремлена під назвою вулиця Бударіна, на честь Героя Радянського Союзу, командира 241-го гвардійського стрілецького полку Миколи Бударіна, який загинув під час наступальної операції з визволення Києва. 
Сучасна назва — з 2022 року.

## Установи
- Київський геріатричний пансіонат (Українського відродження, 11)
- Санаторій "Перемога" (Українського відродження, 3)[3]
- Центр дозвілля дітей (Українського відродження, 3)[4]

## Житлові мікрорайони
На парній стороні вулиці знаходиться Житловий комплекс «Чайка».

## Персоналії
У помешканні на вулиці Українського відродження у 2020–2021 роках проживав громадський діяч-правозахисник Віталій Шишов, якого 3 серпня 2021 року було знайдено повішеним у Святошинському лісопарку.